# 篠原理沙
篠原 理沙（しのはら りさ、1992年9月26日 - ）は、日本の女優。徳島県出身。

## 来歴
広告を中心に女優として活動。
特技は、阿波踊り、毛筆、卓球。
趣味は、宝塚歌劇団の公演を観に行くこと、ミュージカルの観劇。
好きな女優は元宝塚歌劇団宙組トップスターである、朝夏まなと。

## 出演

### テレビドラマ
- ワカコ酒 Season1 1話（2015年1月8日、BSジャパン）
- となりの関くんとるみちゃんの事象  第7話（2015年9月7日、毎日放送）- 脇田さん 役
- こえ恋（2016年7月9日 - 10月1日、テレビ東京）- 平田愛美 役
- 警視庁・捜査一課長 season2  第1話 （2017年4月13日、テレビ朝日） ‐ 泉アリス 役
- 科捜研の女 シーズン17  第8話 （2017年12月14日、テレビ朝日） - 峰岸亜香里 役
- 今日から俺は!!（2018年10月14日 - 12月16日 、日本テレビ） - 篠原早紀 役

### 映画
- ヒロイン失格（2015年9月19日、ワーナー・ブラザース映画） - レギュラークラスメイト 役

### 舞台
- あなたに贈る×(キス)（2012年1月 - 2013年12月、新宿シアターサンモール）
- 萬屋錦之介一座 ざ✩よろきん〜振袖大火〜（2014年1月、シアターグリーン）
- 砂漠の密室（2014年2月、秋葉原アトリエ「ACT&B」）
- ココロノハナシ（2014年5月、学芸大学千本桜ホール）
- ドリームレスキュー・言うことナース! （2015年7月、新宿村LIVE）
- 萬屋錦之介一座 旗上公演 「新白波伝説記」（2016年1月、中目黒キンケロ・シアター）
- KEN プロデュース×まつだ壱岱「ある苅屋くんの人生」（2016年1月、北沢タウンホール）
- ロマンティックラブコメディー「グッバイチャーリー」（2020年10月24日 - 10月25日、ABCホール）、（2020年11月4日 - 11月8日、六行会）- ジェニファー役

### CM
- ヤマザキビスケット「ルヴァン」
- ヤマキ株式会社100周年ブランドムービー「百年対話」（2017年）- 廣川スミ 役
- ゆうちょ銀行「みんなの、ここに。」編
- 大塚製薬「オロナミンCドリンク」第3話、第5話 、第6話 -カフェの店員 役
- NTT東日本「ICTる？地域とともに。」宣言篇
- Tinder 「隠れた才能」編
- KFC キンフィレサンドランチ「あの味を挟んだサンド」篇

### MV
- 関ジャニ∞「前向きスクリーム!」- 女子校生 役
- まふまふ「夢のまた夢」
- キズ「黒い雨」